# Obcy: Romulus
Obcy: Romulus (ang. Alien: Romulus) – amerykański horror science fiction z 2024 roku w reżyserii Fede Álvareza. Siódma odsłona serii Obcy.

## Zarys fabuły
Grupa młodych robotników z górniczej kolonii wyzyskiwanej przez korporację Weyland-Yutani zamierza uciec z planety. Mają statek, potrzebują tylko kapsuł hibernacyjnych. Znajdują je w opuszczonej stacji kosmicznej dryfującej na orbicie. Stacja jest jednak opanowana przez Obcych.

## Obsada
- Cailee Spaeny jako Rain Carradine
- David Jonsson jako Andy
- Isabela Merced jako Kay
- Archie Renaux jako Tyler
- Spike Fearn jako Bjorn
- Aileen Wu jako Navarro

## Produkcja
W listopadzie 2015 roku Ridley Scott ogłosił, że Obcy: Przymierze będzie pierwszym z trzech sequeli, które chce zrealizować po wydanym w 2012 roku Prometeuszu. Reżyser ujawnił, że chce w nich przedstawić genezę obcego. Jednakże niezadowalające wyniki finansowe i negatywne reakcje fanów sprawiły, że wytwórnia wstrzymała produkcję kontynuacji. 
Po przejęciu 21st Century Fox przez The Walt Disney Company ogłoszono, że powstaną nowe filmy z serii Obcy. W maju 2019 roku magazyn Variety ujawnił, że nowa produkcja znajduje się na etapie pisania scenariusza, a jej reżyserią zajmie się Ridley Scott. We wrześniu 2020 roku filmowiec potwierdził, że film znajduje się w fazie rozwoju.
W marcu 2022 roku ogłoszono, że scenariuszem i reżyserią nowego filmu z serii Obcy zajmie się urugwajski filmowiec Fede Álvarez, a przedstawiona historia nie będzie powiązana z poprzednimi produkcjami. Jednakże w listopadzie 2023 roku pojawiła się informacja, akcja filmu będzie rozgrywać się między pierwszą a drugą częścią.
Pierwotnie film miał zostać wydany na platformie Hulu, ale przed rozpoczęciem zdjęć wytwórnia zdecydowała, że pojawi się on w kinach 16 sierpnia 2024 roku.